# 卡帕乔-帕埃斯图姆
卡帕乔-帕埃斯图姆（義大利語：Capaccio-Paestum），是意大利萨莱诺省的一个市镇。总面积112平方公里，人口22083人，人口密度197.2人/平方公里（2009年）。ISTAT代码为065025。